# Елена Романовна
Елена Романовна (? — не ранее 1241 года) — галицкая княжна, дочь Романа Мстиславича, жена Михаила Всеволодовича, князя Черниговского.

## Имя
Украинский историк Грушевский М. С. и российский историк Майоров А. В. на основании толкования ими Любецкого синодика называли имя супруги Михаила Всеволодовича — Елена. Также это имя приводят историки Войтович Л. В. и Журавель А. В. Согласно другим источникам, жену Михаила Черниговского звали Феофания (Мария). Святитель Филарет (Гумилевский) сообщал, что, согласно Киевскому синодику, супругу Михаила Всеволодовича звали Феофания. Однако в опубликованном Зотовым Р. В. Любецком синодике, имя Феофания имела жена Олега-Михаила Святославовича (ум. 1115), что подтверждает Шеков А. В. По мнению Зотова, имя жены Михаила Всеволодовича в этом синодике не указано, а имя Елена относится к неизвестному князю Михаилу, которого он считал наиболее вероятно сыном Михаила Всеволодовича. Имя Мария было названо Баумгартеном Н. А.

## Происхождение
Версии даты замужества Елены Романовны варьируются от 1188/90 до 1211 года (эта дата в частности приведена Баумгартеном Н. А.). В 1212 году у Михаила и Елены родилась дочь Феодулия (преподобная Евфросиния Суздальская). На этом основании делается вывод, что княжна Елена была дочерью Романа Мстиславича от его первого брака с Предславой Рюриковной. Об этом пишет, в частности, Войтович Л. В. Однако, по мнению историка Майорова А. В., обе приведенные даты, как и дата пострига Феодулии (1227 год), «не имеют никакой опоры в источниках и потому не могут считаться достоверными; они возникли в результате догадок историков XIX века и приняты последующими авторами без всякой проверки».
Также польские историки И. Граля И и Д. Домбровский считали, что Елена Романовна была рождена от второго брака Романа Мстиславича, который был заключен, по их мнению, в 1199 году. Поэтому рождение Елены они датируют между 1199 и 1201 годами.

## Дети
Считается, что в браке Михаила Всеволодовича и Елены Романовны родились все семеро детей Михаила, в том числе преподобная Евфросиния Суздальская (1212). Однако по версии историков Власьева Г. А. и Беспалова Р. А., Роман Михайлович не мог быть сыном Михаила. По версии Келембета С. Н., который считал, что браков Михаила было два, Елена Романовна была второй женой Михаила и в браке с ней был рождён Ростислав Михайлович (1227), а Мария и Роман родились в первом браке Михаила Всеволодовича.